# Galaxy 23
O Galaxy 23 ( G-23), também conhecido por Intelsat Americas 13 (IA-13), Telstar 13 e EchoStar IX, é um satélite de comunicação geoestacionário construído pela Space Systems/Loral (SS/L). Ele está localizado na posição orbital de 121 graus de longitude oeste e é de propriedade da Intelsat em parceria com a EchoStar. O satélite foi baseado na plataforma LS-1300 e sua vida útil estimada é de 15 anos.

## História
Galaxy 23 é o nome dado ao serviço de banda C do satélite de comunicações Galaxy 23/EchoStar IX de propriedade conjunta da Intelsat e da EchoStar. 
Enquanto o satélite é de propriedade conjunta através de uma parceria entre a Intelsat e a EchoStar, a carga de banda Ku é de propriedade e operado pela EchoStar para programação de televisão internacionais e canais de televisão locais. Esse serviço é destinado a clientes da DISH Network, utilizando um sistema de SuperDish. A carga de banda C é de propriedade e operado pela Intelsat. A carga de banda Ka é de propriedade e operado pela EchoStar para fins ainda não revelados.
Os clientes atuais para o Galaxy 23/EchoStar IX incluem a DISH Network, a Genesis Networks e a Playboy.

## Lançamento
O satélite foi lançado com sucesso ao espaço no dia 8 de agosto de 2003, às 03:30:55 UTC, por meio de um veículo Zenit-3SL a partir da plataforma de lançamento marítima da Sea Launch, a Odyssey. Ele tinha uma massa de lançamento de 4.737 kg.

## Capacidade e cobertura
O Galaxy 23/EchoStar IX é equipado com 24 transponders em banda C, 4 em banda Ka e 32 em banda Ku. Com a capacidade banda C de propriedade da Intelsat. O satélite está prestando serviço para o mercado norte-americano.